# کچاپ کاری
کچاپ کاری (آلمانی: Currygewürzketchup) یک نوع مزه‌دار شده و ادویه‌دار شده از کچاپ است که در بلژیک ، آلمان ، دانمارک و هلند بسیار محبوب است.
برندهای معروفی همچو هاینز و کنور  این سس را تولید می‌کنند.